# 郭少流
郭少流，JP（1859年—1936年6月2日），又作郭少鎏 (Kwok Shiu Lau) 、郭守怡。廣東三水人。香港富商、慈善家。曾任東華醫院總理及保良局主席等職。1919年獲委任為太平紳士。1930年獲頒榮譽勳章。1932年獲法國安南龍佩寶星。1936年6月2日因病逝世，享年78歲，卜葬於香港仔華人永遠墳場。次子郭贊。